# 関根奈美
関根 奈美（せきね なみ、1996年12月15日 - ）は、日本の元AV女優。

## 略歴・人物
2017年5月にデビューしたロリ系のAV女優。趣味・特技はカラオケ、アイドル、ダンス。所属事務所はライフプロモーション。
Hなことに目覚めオナニーを始めたのは小学4年の時で、初体験は高校2年の時。
AVは高校生の頃から見ていて、AV女優のファンとなり恵比寿★マスカッツやSEXY-Jのイベントなどに足を運ぶようになる。AV好きだったことから漠然とAVに出たいという思いをもっていたが、後に本気で思うようになりいろいろ事務所を調べライフプロモーションに所属することになった。
同じ事務所の栄川乃亜と霧島さくらとでアイドルユニットが結成されることになり、後日ユニット名が「ルルディ」に決定した。
2017年11月11日、所属事務所が体調不良により同日をもって引退することを発表。

## 出演作品

### アダルトDVD
2017年
- チ●ポを無理やり挿入されるのを想像するだけで濡れちゃいます。生徒のパパさんからの誘いも断れずSEXしちゃうほどめっぽう押しに弱いエッチな現役保育士さん。清楚なのに乳首を弄られるだけで恥ずかしいほど愛液が止まらない超敏感M女が、保育士としての理性を抑えきれず、子供たちに内緒でAV出演（5月25日、MOODYZ）
- ねぇアナタ、私ね、酷いコトされないとイケないカラダになりました。（6月30日、光夜蝶）
- 頭突きで瓦割りしたアノ子似を即ズボっ! 19発の中出し祭りで妊娠確定!?（6月30日、NON）※「奈美」名義
- 素人セーラー服生中出し(改) 関根奈美 清楚なピュアJKはスベスベ肌にプリンプリンのお尻が魅力的!可愛い顔してオナニー大好き。（7月1日、プラム）
- 「『はじめてがお姉ちゃんでもいいの?』 禁欲で勃起が収まらない弟の童貞チ○ポを見た看護師の姉が内緒で筆おろししてくれた」 VOL.2（7月6日、DANDY）
- 凄い腰使いの騎乗位で、疼く子宮口を自分でホジル! 半年間も性欲が溜まった美人保育士さんは、精で染められ、理性をなくし、性交に耽る…。（7月13日、オーロラプロジェクト・アネックス）
- 顔出し!女子大生限定 ザ・マジックミラー 素人娘初めての極太ディルド腰ふり体験! オマ○コの奥まで大きなディルドをズッポリ挿入! in池袋 今まで味わったことのない快感に腰が止まらず連続絶頂!!（7月19日、ディープス）※「さえ」名義
- 再婚相手の連れ子は美人女子校生姉妹!!初めて皆で川の字で寝る事に…。明け方、年頃で可愛い妹のパジャマがはだけ、発育途中の身体を見て欲情してしまった僕は彼女を…!!ふと横を見ると、妹と僕がSEXしているのを気づいた姉が、興奮し身体をくねらせていたので… 7（8月4日、DOC）※「なみ」名義
- JK限定 競泳水着で固定電マ! イキ我慢できれば即賞金!（8月4日、DOC）※「あみ」名義
- 友カノの寝取り顔を黙って売ってます（8月4日、NON）
- マジックミラー号 女性の5％しかいないAカップ美女限定乗車! 超微乳女子大生のピンコ勃ち乳首をオイルマッサージすれば敏感すぎて腹筋ビクビク えび反り絶頂!!（8月10日、SODクリエイト）※「なな」名義
- 娘の友達が遊びに来たのにエアコン故障でサウナ状態に!汗だくおっぱい&汗染みパンティ丸出しでもうたまらん!1日4回オナニーする超絶倫の私は無垢な友達全員をとっかえひっかえ犯しまくり!汗まみれの若い躰に何度も何度も生中出し!（8月11日、SCOOP）
- 園児成りきりプレイを強要され、淫乱調教に堕ちた美人保育士 清楚で評判の保育士さんは、変態ロリコン男たちの激しい獣欲に曝され、肢体も精神も蝕まれてゆく…。（8月13日、オーロラプロジェクト・アネックス）
- デカパイ女子校生とちっぱい女子校生の学校こっそりレズえっち（8月19日、レズれ!）
- 久しぶりに会った姪っ子は麦わら帽子のよく似合う美少女で… 毎日オナニー浸りの淫乱ビッチになっていた（8月19日、キチックス）※「奈美」名義
- 山と空と女子校生（8月25日、FIRST STAR）※「なみ」名義
- 全裸キャンプ!! －仲良し女子大生3人－（9月1日、プレステージ）※「ナミ」名義　※AV OPEN 2017 企画部門1位
- 素人女子大生限定! パンティ素股でカチカチち●ぽがアソコに擦れて赤面発情! 生で擦り合わせて、結局つるんっと入って生中出し!! AV OPEN編（9月1日、S級素人）※「なみ」名義　※AV OPEN 2017 素人部門2位
- サークル飲み会で乱交しちゃった映像を勝手にAV化! サークル飲みで終電を逃した酔っぱらった女子たちがイケメンの提案で駅の近くにあるボクの家にやってきた!みんな酔っ払っているから軽いボディタッチやパンチラ&胸チラは当たり前!! かなりハードルは低くなってるから更にゲームで酔わせて王様ゲームなどのエッチな飲み会ゲームで盛り上がって最後は乱交しちゃいました!! しかも調子に乗って中出ししまくっちゃいました!!（9月7日、お夜食カンパニー）
- アイドル志望の現役女子大生チアガール 奈美20歳 「人から注目を浴びたいんです‥セックスしてる時の私も見て欲しい‥」（9月12日、ケートライブ）※「奈美」名義
- 栗の花の香りに咽び泣く清楚な保育士さんとの、変態お泊りセックス 華奢なカラダに透明感のある笑顔…汚してはいけない程の美少女（9月13日、オーロラプロジェクト・アネックス）
- 超激似! チョウゲキニ! 飯○里○（9月13日、Rookie）
- トイレ掃除で水が掛かって濡れまくり! 制服ビショ濡れでブラ透けまくり女子校生! ボクの勃起にいち早く気づき行動に移したヤリマン女子のおかげで他の女子も連鎖発情!イジメられてもいい事があるもんだ! 無理やり押し付けられたトイレ掃除をしてると、クラスの可愛くて優しい女子たちがトイレ掃除を手伝ってくれたんです!しかも普段男子トイレに入る機会なんて無いとか言って思いっきり大はしゃぎ!ホースの水が制服に掛かりまくってビショ濡れになるとシャツからブラが透け透け!思わず勃起してしまったんです!慌てて隠すと、チラチラ見てモジモジしてるだけの少女たちにヤリマンが一人混じってたのか、勃起チ○ポにしゃぶりついてくれたおかけでウブな女子たちも徐々に発情!!（9月19日、Hunter）
- 保健室でお昼寝熟睡中のノーブラ、ブルマ体操着のJKにイタズラ!! 寝ているのにポッチン乳首はビンビン、腰はクネクネ! セックスしてる夢でも見てるのか…そのままリアルセックスに突入だよね!（9月21日、SOSORU×GARCON）
- パンスト絡み付け先端フェラ 〜手でパンストを操り、舌で先っぽを弄ぶ。巧みな技の数々で狂えるチ●ポ〜（9月22日、SEX Agent）
- 思わず連続射精出来たスゴ過ぎるセルフイラマチオ 〜喉奥上手な肉食女に襲われながらも堪能できる征服感が連射を促す〜（9月22日、SEX Agent）
- ロリ困☆貧乳ちゃん潮吹き専門エステ 「おっぱいが小さいのが悩みなんです」　4じかん少女8にん（9月22日、FIRST STAR）
- 止まらない快感… 〜義父の全身を汚す愛撫に堕ちて…〜（9月25日、マドンナ）
- 覚えたての快感。 色白で控えめな彼女の奥ゆかしいエッチ体験（10月1日、S-Cute）
- ［炎上］ 江戸川区 個人撮影(4名)（10月1日、キチックス）
- 潔癖症で童貞の僕を見下してる姉にイカ臭いアレの臭いでイタズラ。メチャクチャ怒られると思っていたのに、ドエロスイッチが入って僕の童貞を筆おろしされてしまった件（10月6日、NON）
- ママはオンナになってチ●ポに堕ちる 〜子供を迎えに行くまでオンナでいさせて下さい〜（10月13日、MARX）
- ※追加料金等はございませんのでご安心下さい。（10月13日、バルタン）
- SODファン感謝祭 人気女優と素人男性が、ガチ恋BBQ!　愛の告白でラブラブ独り占めSEXを手に入れろ! ぜつりんワゴンツアー!(※素人男性7名参加)（10月19日、SODクリエイト）
- 完全拘束イラマチオ　6（10月19日、グローリークエスト）
- 子作りはご奉仕の一環 妊娠OK美少女メイド（10月19日、ワンズファクトリー）
- 女子校生限定!目指せ賞金100万円! 舐めて触って匂って記憶! ちんちん神経衰弱ゲーム（10月19日、ATOM）
- ノーモザイク・レズれ! 食い込みコレクター専用ver.（10月19日、レズれ!）
- 完全制圧!乳首金玉キューイング手コキ 〜大事な部分全てに強烈刺激。駆け巡る超絶快感、湧き上がる射精欲、ほとばしる悦び〜（10月20日、SEX Agent）
- 痙攣絶頂サイレントレ×プ 助けを呼んで乱暴されたレッテルを貼られるのが怖くて声を押し殺して犯された敏感保育士さん（10月25日、MOODYZ）
- 私の変態セックス見てください… ドマゾ人妻ハンティング 連続絶頂が止まらない淫乱奥さんの性奴隷化計画（10月25日、ビッグモーカル）
- 知らなければよかった、夫の連れ子が巨根だったなんて…。（11月1日、溜池ゴロー）
- 人妻ナンパ自宅中出し×PRESTIGE PREMIUM 欲求不満な人妻4名in新宿・世田谷・麻布十番 08（11月3日、プレステージ）※「奈美」名義
- 俺の妹とお前の妹どっちがエロいか交換して中出ししまくってみないか? #04（11月7日、MOODYZ）
- エロすぎる日本昔ばなし 6 「織姫と彦星と寝取り金太郎」 第12話 織姫ギャングバング!!（11月7日、桃太郎映像出版）
- 僕だけ勝手に子作り! アイドルイベント時間停止中出し!!（11月7日、本中）
- 親の隙を見て誘惑してくる姉とドキドキ中出し（11月13日、ワンズファクトリー）
- 貴方の知らない誰かに抱かれて私は少し綺麗になった（11月19日、プレミアム）
- 接吻のち、孕ませ。（12月1日、ドリームチケット）
- 親族相姦 きれいな叔母さん（12月7日、ヴィーナス）
- 胸糞注意 元パシリの僕にこの春大学で出来た超可愛くて超マジメなお嬢様タイプの彼女と健全交際を満喫していたら県内最狂のDQN鰐口先輩に見つかって脅されて仕方無く大事な彼女をDQNの部屋に連れていってしまった時の話です（12月7日、JET映像）
- ド近眼カノジョとラブイチャ濃厚中出し（12月8日、BAZOOKA）
- 幼なじみの2人 あいと奈美 咽かえるような汗と愛液と精液の臭い… 2人の美少女は、獣のごとき輩に、身も心もドロドロに汚され壊されてゆく…そう…それはまさに地獄絵図（12月13日、オーロラプロジェクト・アネックス）
- ショーパンお姉ちゃんのマンチラ誘惑（12月13日、ワンズファクトリー）
- 絶対妊娠! ガン反り生チ○ポで孕ませ中出しSEX!（12月13日、本中）
- 二重人格人妻レズビアン 「もう一人の私が…あの子を欲している―。」（12月19日、マドンナ）
- 黒髪が艶めかしい美少女を、一泊の温泉旅行に連れ出して、汗と愛液にまみれた濃厚セックスに耽り、欲望が尽きるまで性玩具にしてやった…。（12月25日、オーロラプロジェクト・アネックス）
- メガネっ娘と濃密中出しセックス 真面目に見えて実はチ○ポ大好きヤリマン美少女（12月26日、ケートライブ）※「なみ」名義

2018年
- 母娘強制懐妊 絶望実況配信 「お願い...自分はどうなってもイイから娘だけは...」 必死の願いを踏みにじる鬼畜達は、美しい母娘を身も心も弄び、子宮に熱い子種を注がれる姿を夫に配信し続ける…。（1月13日、オーロラプロジェクト・アネックス）
- 引き締まった美体があまりに敏感な美少女のSEX事情（1月13日、S-Cute）
- レズテクNO.1決定戦台本なしのイカセ合いバトル! DOCUMENT LESBIAN 2018 ガチレズセックス大乱交（1月25日、ビビアン）
- 夫の事は愛していますが身体は他人を求めてる。（2月7日、マドンナ）
- 舌でチロチロ焦らしてグッポグッポ咥え込む! チンシャブ大好き美女の腰抜けフェラテク魅・せ・て・あ・げ・る♥（2月7日、痴女ヘブン）
- 親友同士の2人…お互いを想う、その気持ちを踏みにじる不貞の輩… 滑らかな肢体は、咽かえるような、汗と愛液と精液に塗れ、ドロドロに汚されてゆく…そう…それはまさに地獄絵図（2月13日、オーロラプロジェクト・アネックス）
- 悲劇の寝取られ山ガール 唾液と愛液と精液が混じり合う獣欲の山荘 2人の仲を急接近させた紅葉トレッキング…でも雨を避けて入った山小屋で、彼女は山男たちに…。 カレシになるはずだった僕の前で、彼女はドロドロに嬲られ、輩達の責めに堕ち、そして…。（2月25日、オーロラプロジェクト・アネックス）
- 敏感すぎてごめんなさい。 全身性感帯みたいな美少女のエッチな日常（3月1日、S-Cute）

### イメージDVD
- あんなことも…こんなことも（2017年7月28日、スパイスビジュアル）※「奈美アンナ」名義

### VR
2017年
- ハズレ無しデリヘル（8月25日、CASANOVA）
- アイドル舐めまわし! ベロベロ調教（9月8日、CASANOVA）
- 生中出し 極!騎乗位で2連続発射!!（9月16日、ブイワンVR）
- 不倫の相手は息子の先生! 美人過ぎる保育士と濃密不倫中出しSEX（10月7日、KMPVR）
- 生中出し 即ハメ 激イキ イキ姿が可愛いスギル敏感娘（10月7日、ブイワンVR）
- 禁断中出しNTR。 オフィスでW不倫（10月27日、KMPVR）
- 玄関開けたら5秒で接吻…上司の娘と中出し性交 従順美少女のキスとヨダレと手コキ責めおまけにフェラと乳首責め ver.VR（12月15日、WAAPグループ VR）

2018年
- 高級二輪車ソープ（1月13日、ダスッ!）
- 母性本能たっぷり優しいお姉さん（1月20日、ダスッ!）
- ラブイチャVR彼女 僕だけに甘えてくるエッチな彼女（1月20日、ブイワンVR）